# Moravská Nová Ves
Moravská Nová Ves (en allemand : Mährisch Neudorf) est un bourg (městys) du district de Břeclav, dans la région de Moravie-du-Sud, en Tchéquie. Sa population s'élevait à 2 630 habitants en 2024.

## Géographie
Moravská Nová Ves se trouve à 10 km au sud-ouest de Hodonín, à 12 km au nord-est de Břeclav, à 53 km au sud-est de Brno et à 235 km au sud-est de Prague.
La commune est limitée par Josefov au nord, par Mikulčice au nord-est et à l'est, par la Slovaquie au sud-est, par Týnec au sud, et par Hrušky et Prušánky à l'ouest.

## Histoire
La première mention écrite de la localité date de 1261. Moravská Nová Ves a le statut de městys depuis le 12 avril 2007.
Le 24 juin 2021, une tornade a balayé la commune lors d'une tempête extrême qui a endommagé des centaines de maisons. Le toit et une partie du clocher de l'église Saint-Jacques-le-Majeur furent également détruits.

## Galerie

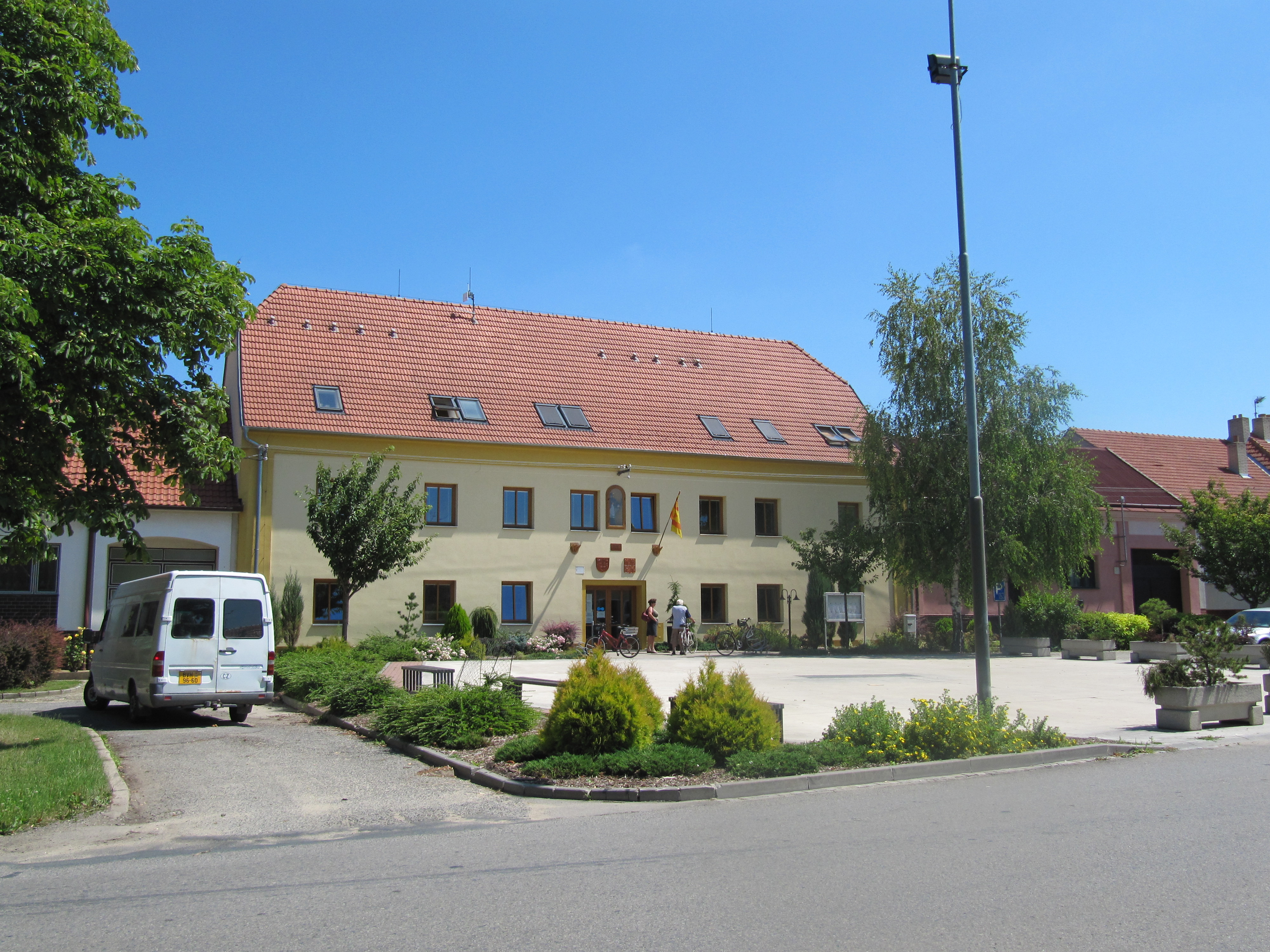
Hôtel de ville.
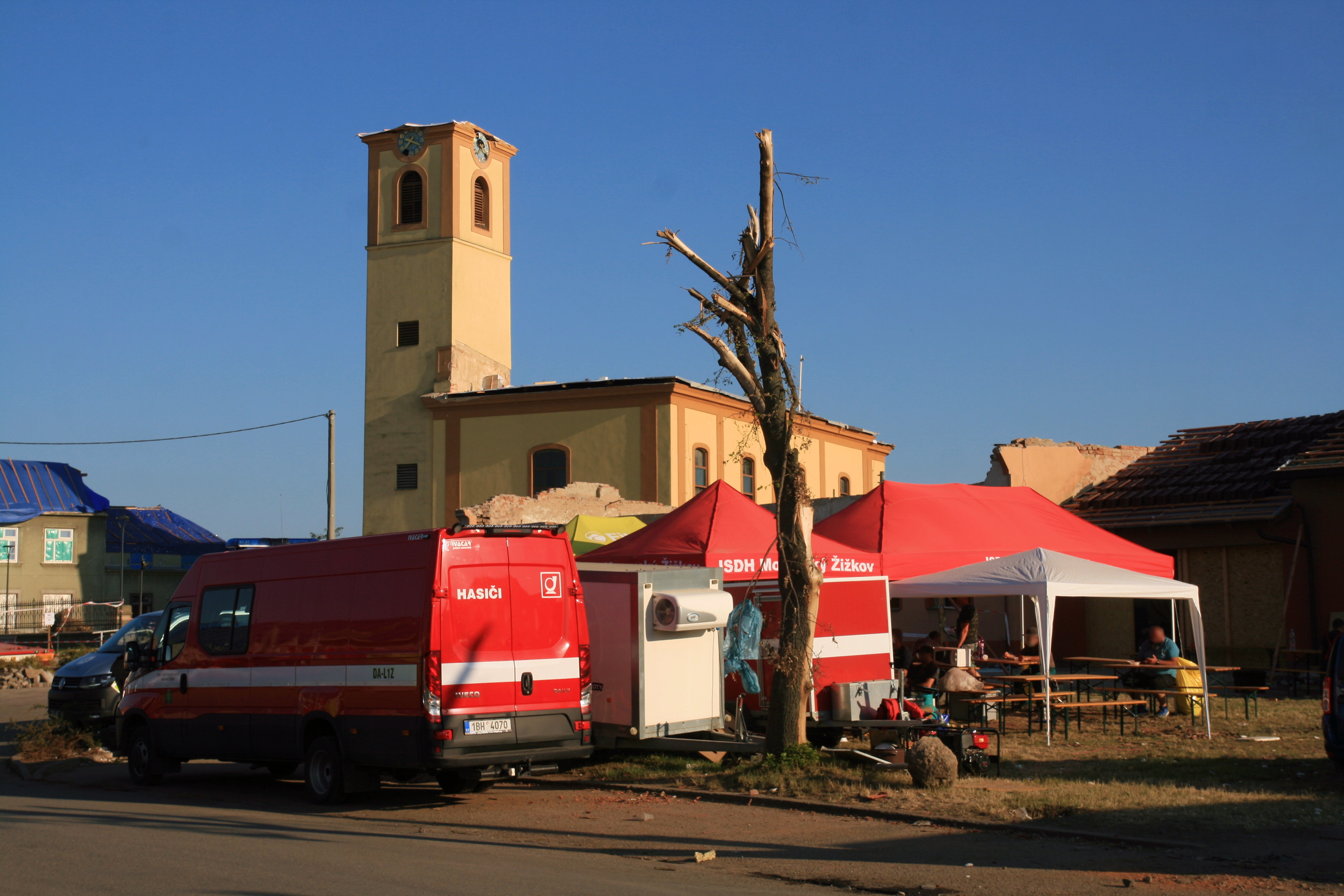
Après la tornade du 6 juillet 2021.

## Transports
Par la route, Moravská Nová Ves se trouve à 12 km de Hodonín, à 61 km de Brno et à 265 km de Prague.